# Johann Friedrich Fasch

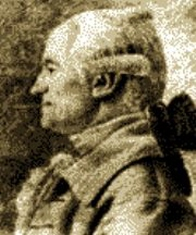
Johann Friedrich Fasch

Johann Friedrich Fasch (Buttelstedt (bij Weimar), 15 april 1688 - Zerbst, 5 december 1758) was een Duits violist en componist.
Hij was een leerling van Johann Kuhnau en werkte onder andere als violist in Bayreuth en Leipzig, later als organist in enkele Boheemse steden.  In Leipzig stichtte hij in 1718 een 'Collegium musicum', waaruit het concertwezen van de stad is gegroeid.  In 1722 werd hij ten slotte hofkapelmeester te Zerbst.  
Johann Friedrich Fasch geldt als een van de voornaamste tijdgenoten van Johann Sebastian Bach, die zelf Fasch' kunst zeer waardeerde.
Fasch liet 7 jaargangen kerkcantates na, 12 missen, bijna 70 ouvertures en 21 concerten voor verschillende instrumenten; voorts kamermuziek, motetten en sinfonia's.
Hij is de vader van Carl Friedrich (Christian) Fasch (1736 - 1800) die eveneens musicus werd.
In Teuchern is een deel van de expositie van de Reinhard-Keiser-Gedenkstätte aan Fasch' werk en leven gewijd.